# Bataille de Siikajoki
La bataille de Siikajoki (en finnois : Siikajoen taistelu) s'est déroulée entre les troupes suédoises et russes le 18 avril 1808 à Siikajoki, à environ 60 km au sud d'Oulu en Finlande.
Au cours de la première étape de la guerre de Finlande, le commandant suédois Wilhelm Mauritz Klingspor (en) décide de se retirer du sud de la Finlande, afin que les Suédois gagnent du temps et que davantage de troupes puissent être déplacées en Finlande via Tornio. La retraite est également effectuée pour retarder les batailles jusqu'au dégel des mers et réserver des troupes au cas où les Danois en profiteraient pour attaquer la Suède.

## Déroulement
La bataille de Pyhäjoki, qui a eu lieu deux jours plus tôt, est l'une des premières escarmouches de la guerre, mais Siikajoki est la première tentative majeure pour arrêter l'avancée des Russes. Carl Johan Adlercreutz est nommé commandant après que le comte Gustaf Löwenhielm est capturé par les Russes à Pyhäjoki. L'unité commandée par Georg Carl von Döbeln qui doit traverser le fleuve Siikajoki est rattrapé par les forces russes. Von Döbeln décide de prendre position sur la rive sud de la rivière. Il ordonne d'abord une contre-attaque, mais est contraint de reculer. À ce moment-là, le centre des positions russes s'ouvre et le nouvel adjudant général Adlercreutz ordonne une autre attaque, qui permet de repousser les Russes et de stopper leur avance.
La bataille de Siikajoki est décrite dans le poème Adlercreutz dans Les Récits de l'enseigne Stål de Johan Ludvig Runeberg.
Le régiment de Nyland se distingue lors de la bataille, et, de os jours, la croix de Siikajoki est portée par les soldats de la Nyland Brigade (en), qui en est l'héritière traditionnelle, bien qu'elle fasse partie de la Marine finlandaise.

## Régiments suédois
1re brigade
- Régiment d'infanterie d'Åbo (3 bataillons)[4]
- Régiment d'infanterie de Nyland (1 bataillon)
- Nyland Jägers (1 entreprise)
- Nyland Dragoon Regiment (2 escadrons)
- Régiment d'artillerie finlandais

2e brigade
- Régiment d'infanterie de Björneborg (3 bataillons)
- Österbotten Infantry Regiment (1 bataillon et 1 compagnie)
- Nyland Dragoon Regiment (2 escadrons)
- Régiment d'artillerie finlandais

3e brigade
- Régiment d'infanterie Tavastehus (3 bataillons)
- Régiment d'infanterie de Nyland (1 bataillon)
- Nyland Dragoon Regiment (3 escadrons)
- Régiment d'artillerie finlandais